# Kwek Leng Beng
Kwek Leng Beng (* 1942) ist ein singapurischer Unternehmer.

## Leben
Kwek studierte Rechtswissenschaften und arbeitet seit den 1960er Jahren im Unternehmen seines Vaters Kwek Hong Png, der aus China gebürtig stammt. Kwek ist Präsident des Unternehmens Hong Leong Group in Singapur. Des Weiteren ist er Vorsitzender des Immobilienunternehmens City Developments Limited und der Hotelkette Millennium & Copthorne (M&C).  Nach Angaben des US-amerikanischen Forbes Magazine gehört Kwek zu den reichsten Singapurern und ist in The World’s Billionaires 2005 gelistet.

## Preise und Auszeichnungen (Auswahl)
- Ehrendoktor der Oxford Brookes University